# 厄夢娃娃屋
，是由法國及美國合拍的2018年奇幻懸疑心理驚悚劇情片。由帕斯卡爾·盧吉哈執導。本片講述一對姐妹的心理狀態因發生了一件大事而使兩人個性開始改變。並於長大後面對內心的夢魘。
《厄夢娃娃屋》在熱拉爾梅電影節上獲得了三項大獎，其中包括大獎。

## 劇情
一個擁有完美家庭與生活的恐怖小說女作家貝絲，接到姊姊薇拉的來電，她才發現原來小說裡如惡夢般的情境，原來竟源自16年前，當她母親帶著她與姊姊搬去的新居的首個夜晚，那個晚上遭遇的創傷，讓兩姊妹的性格更加分歧，而姊姊始終走不出這個惡夢。「如今」，她得要回到那幢林間小屋，與「母親」及姊姊，一同面對舊日的夢魘…
正當貝絲以為自己能夠幫助姊姊逃離惡夢，卻發現自己不但救不了姊姊，連自己也再度掉進惡夢的深淵。更看見了那「現在」光鮮亮麗的背後的殘酷現實...而那個惡夢，也像一直尚未離開般玩弄着她們。
清醒的薇拉為了拯救妹妹，似乎也必須要令她從光鮮亮麗的美象及殘酷的惡夢的失常中清醒過來了⋯⋯

## 演員
| 演員              | 角色                   | 備註               |
| ----------------- | ---------------------- | ------------------ |
| 克莉絲朵·里德     | 伊莉莎白·「貝絲」·凱勒 | 『長大後』的貝絲。 |
| 艾蜜莉雅·瓊斯     | 貝絲·凱勒              |                    |
| 安娜塔西亞·飛利浦 | 『長大後』的薇拉       |                    |
| 泰勒·希克森       | 薇拉·凱勒              |                    |
| 米蓮·法莫         | 寶蓮                   |                    |

## 事故
2016年12月，女演員泰勒‧希克森在為電影拍攝場景時遭到了表面毀容。 她被送到醫院，縫了70針，但永久傷痕累累。 2018年3月，希克森起訴這部電影的製作公司因事件而失去工作。 希克森在訴訟中聲稱：“在拍攝現場的過程中，導演帕斯卡爾洛吉爾一直告訴希克森用拳頭狠狠地砸在玻璃杯上。” 訴訟中提到，在拍攝另一張照片時，他說：
“玻璃破碎導致她的頭部和上半身從玻璃門和玻璃碎片落下。 事件的結果是她臉的左側部分嚴重被削減了。”
（页面存档备份，存于）
希克森在訴訟中指出，該公司沒有採取任何和所有合理的步驟來確保行業標準和實踐得到遵守，包括但不限於酌情使用安全玻璃或特技雙打。

## 外部連結
- 厄夢娃娃屋的Facebook專頁
- 互联网电影数据库（IMDb）上《厄夢娃娃屋》的资料（英文）
- 爛番茄上《厄夢娃娃屋》的資料（英文）
- AllMovie上《厄夢娃娃屋》的资料（英文）
- Metacritic上《厄夢娃娃屋》的資料（英文）
- 開眼電影網上《厄夢娃娃屋》的資料（繁體中文）
- Yahoo奇摩電影上《厄夢娃娃屋》的資料（繁體中文）
- 雅虎香港電影上《厄夢娃娃屋》的資料（繁體中文）
- 豆瓣电影上《厄夢娃娃屋》的資料 （简体中文）
- 时光网上《厄夢娃娃屋》的資料（简体中文）